# Санта Рита ди Касия (Баия)
Вижте пояснителната страница за други значения на Санта Рита ди Касия.
Санта Рита ди Касия (на португалски: Santa Rita de Cássia) е град и община в Бразилия, щат Баия, мезорегион Крайно западна Баия, микрорегион Котежипи. Според Бразилския институт по география и статистика през 2010 г. общината има 26 261 жители.